# Lisičjakovci
Lisičjakovci (znanstveno ime Lycopodiopsida) so razred rastlin, sorodnih praprotnicam. Po zgradbi so podobni najstarejšim cevnicam: imajo majhne, luskaste liste, homosporne spore v sporangijih na dniščih listov, razvejena stebla (navadno dihotomno) in preprosto obliko.